# Abdelkader El Medjaoui
 (novembre 2018).
Si vous disposez d'ouvrages ou d'articles de référence ou si vous connaissez des sites web de qualité traitant du thème abordé ici, merci de compléter l'article en donnant les références utiles à sa vérifiabilité et en les liant à la section « Notes et références ».
Abdelkader El Medjaoui, né à Tlemcen en 1848 et mort à Constantine le 6 octobre 1914, est l'un des précurseurs du mouvement des oulémas musulmans algériens.

## Biographie
Abdelkader El Medjaoui est né à Tlemcen en 1848. Son père est Abdelkrim El Medjaoui, cadi de la ville, et sa mère Aicha, fille du hadj[Quoi ?] Senoussi. des béni Snous tribu berbère 
Il étudie à l'université islamique Al Quaraouiyine de Fès, puis revient en Algérie en 1875, à Constantine. Il enseigne à la mosquée El Ketani et dans une école publique en 1878, ainsi que dans des écoles et mosquées libres[Quoi ?] comme celle de Sidi Lakhdar. En 1898, il se rend à Alger pour enseigner à la medersa de la Thaalibiya, et est nommé imam de la mosquée Sidi Ramadan en 1908. 
Il est considéré comme l'un des pères idéologiques du mouvement des oulémas musulmans[réf. nécessaire]. Il aurait déclaré :  

« La langue arabe est l'une des plus anciennes langues du monde utilisées aujourd'hui et l'une des plus vastes, je la préfère aux autres langues. Même un non-arabophone l'utilise pour faire sa déclaration de foi. C'est la langue la plus éloquente en logique et démonstration, qui exprime le mieux la dialectique, la plus artistique en prose et poésie. Allah l'a emplie d'arts et de sagesse. Elle seule a su profiter des anciens et des nouveaux proverbes. »

Abdelkader El Medjaoui décède à Constantine le 6 octobre 1914.

## Ses élèves
- Hamdane Lounissi
- Ahmed El Habibatni
- Mouloud ibn el Mawhoub
- Ibnou Zakri

## Œuvre
- Le guide des élèves,  livre de linguistique arabe, de syntaxe et de rhétorique. Édité en Égypte.
- Les conseils de Murid, guide spirituel soufi. Édité en Tunisie.
- Explication de Ibn Hichem, livre de linguistique arabe, de syntaxe et de rhétorique. Édité à Constantine.
- Système en astronomie, manuscrit.